# 横田淳
横田 淳（よこた じゅん、1947年（昭和22年）6月26日 - ）は、日本の外交官。外務省文化交流部長を経て、イスラエル駐箚特命全権大使、ベルギー駐箚特命全権大使、国際貿易・経済担当大使、イラク復興支援等調整担当大使などを歴任した。

## 経歴・人物
1971年（昭和46年）東京大学法学部第三類（政治学専攻）を中退して、外務省に入省した。1991年（平成3年）外務省経済協力局技術協力課長、1994年（平成6年）在シンガポール日本国大使館参事官、1997年（平成9年）在ジュネーブ日本政府代表部公使、1998年（平成10年）外務省大臣官房審議官兼経済局、2001年（平成13年）外務省文化交流部長、2002年（平成14年）香港総領事などを経て、2004年（平成16年）イスラエル駐箚特命全権大使。2006年（平成18年）国際貿易・経済担当大使。2009年（平成21年）ベルギー駐箚特命全権大使。2012年（平成20年）10月9日から経済外交担当大使。イラク復興支援等調整担当大使、日本・EU経済連携協定交渉担当日本政府代表を兼務。2014年（平成26年）1月25日、退任。同年3月13日、富士通の社外取締役候補に選出されたことが発表された。同年6月就任。同月一般社団法人日本経済団体連合会経団連会長特別アドバイザー就任。2021年（令和3年）11月瑞宝中綬章受章。　

## 同期
- 海老原紳（08年駐イギリス大使）
- 橋本逸男（09年東北大学公共政策大学院教授・04年駐ブルネイ大使・02年駐ラオス大使）
- 赤阪清隆（07年国際連合事務次長）
- 桂誠（07年駐比大使・04年駐ラオス大使）
- 楠本祐一（11年関西担当大使・09年駐ポーランド大使・04年駐ウズベキスタン大使）
- 島内憲（06年駐ブラジル大使・04年駐スペイン大使）
- 三田村秀人（10年駐ニュージーランド大使・07年駐ザンビア大使）
- 清水訓夫（09年防衛大学校教授・05年駐アルジェリア大使）
- 皆川一夫（11年駐ウガンダ大使）
- 野呂元良（08年駐マラウイ大使）
- 須田明夫（09年軍縮会議日本政府代表部大使・06年国際テロ対策担当大使・03年駐スリランカ大使）
- 佐藤正晴（12年駐ニカラグア大使）
- 小島高明（10年国際テロ対策担当担当大使・07年駐オーストラリア大使・04年駐シンガポール大使）